# Сіморадз
Сіморадз (пол. Simoradz) — село в Польщі, у гміні Дембовець Цешинського повіту Сілезького воєводства.
Населення — 1007 осіб (2011).
У 1975-1998 роках село належало до Бельського воєводства.

## Демографія
Демографічна структура станом на 31 березня 2011 року:
|          | Загалом | Допрацездатний вік | Працездатний вік | Постпрацездатний вік |
| -------- | ------- | ------------------ | ---------------- | -------------------- |
| Чоловіки | 479     | 99                 | 328              | 52                   |
| Жінки    | 528     | 99                 | 327              | 102                  |
| Разом    | 1007    | 198                | 655              | 154                  |